# Andrea M. Ghez
Andrea Mia Ghez, född 16 juni 1965 i New York, är en amerikansk astronom och professor vid UCLA. Tillsammans med Reinhard Genzel tilldelades hon Nobelpriset i fysik 2020 för ”upptäckten av ett supermassivt kompakt objekt i Vintergatans centrum”. Hon blev den fjärde kvinnan genom historien som tilldelades Nobelpriset i fysik.
Roger Penrose tilldelades den andra halvan av prissumman.

## Uppväxt och utbildning
Ghez föddes i New York 1965 som dotter till Gilbert och Susanne Ghez. Modern, som kom från en irländsk katolsk familj i Massachusetts, var tidigare kurator vid Renaissance Society, ett konstmuseum i Chicago. Fadern var ekonom, född i Rom.
Familjen flyttade från New York till Chicago när Ghez var barn, och hon växte upp i Chicago där hon sedan gick på University of Chicago Laboratory School. Hennes intresse för rymden väcktes redan under barndomen av de första månlandningarna. Hon beskriver att hennes mamma var väldigt stöttande under hennes uppväxt.
Ghez påbörjade studier i matematik vid Massachusetts Institute of Technology (MIT) men bytte sedan till fysik. Där tog hon kandidatexamen i fysik 1987 och 1992 avlade hon doktorsexamen vid California Institute of Technology. Under sin tid där var hon medlem av St. Anthony Hall

## Karriär
Ghez är professor inom fysik och astronomi och arbetar sedan 1994 på University of California, Los Angeles. Hon är  ledare för deras Galactic Center Group.
Ghez’ forskning fokuserar på observationell astrofysik och hon har med hjälp av adaptiv optik i teleskopen vid Keck-observatoriet studerat sådana områden i rymden där stjärnor föds och utforskat ett massivt svart hål i Vintergatans centrum. Genom att ta reda på position, hastighet och acceleration hos de stjärnor som befinner sig nära det svarta hålet har Ghez och hennes grupp mer exakt kunnat bestämma det svarta hålets position. Mätningarna har också visat att det svarta hålet, med astronomisk beteckning Sagittarius A*, har en massa större än {\textstyle 10^{6}} gånger vår sols massa och en densitet på över {\displaystyle 10^{12}} solmassor per kubikparsek.  Tack vare Keck-teleskopens högupplösta bilder kunde man göra betydande framsteg jämfört med den första större studien av rörelserna i Vintergatans centrum som tidigare gjorts av Reinhard Genzels grupp.
År 2004 invaldes Ghez i den amerikanska vetenskapsakademien, National Academy of Sciences, 2012 blev hon medlem av det amerikanska filosofsamfundet, American Philosophical Society och 2019 upptogs hon i det amerikanska fysiksamfundet, American Physical Society.
Ghez har medverkat i populärvetenskapliga tv-program, bland annat hos brittiska BBC Two och i den amerikanska public service -kanalen PBS'  program Nova. År 2000 utnämndes hon till Vetenskapshjälte av The My Hero Project

## Utmärkelser
- Annie J. Cannon Award in Astronomy,  1994[24]
- Packard Fellowship for Science and Engineering,  1996[25]
- Newton Lacy Pierce Prize in Astronomy,  1998[26]
- Maria Goeppert-Mayer Award,  1999[27]
- Sackler Prize i fysik,  2004
- MacArthur Fellows Program,  2008[28]
- Crafoordpriset i astronomi,  2012[29]
- Bakerföreläsningen,  2016[30]
- Sven Berggrens pris,  2017[31]
- Nobelpriset i fysik, med  Reinhard Genzel,  2020[32][33]
- Royal Society Bakerian Medal

[Redigera Wikidata]

## Familj och privatliv
Ghez är gift med Tom LaTourette som är geolog och forskare på företaget Rand. De har två söner. Ghez är aktiv i simklubben Masters Swim Club.

## Inspiration
Ghez har alltid varit lidelsefullt engagerad i att på olika sätt inspirera unga kvinnor till att bli intresserade av fysik. Hon anser att det är utomordentligt viktigt med förebilder som är lika en själv, eftersom de utgör bevis på att man själv skulle kunna uträtta något betydelsefullt. En av hennes egna förebilder är piloten Amelia Earhart. Under sin tid som doktorand insisterade Ghez på att få undervisa, för att på så sätt kunna nå ut till många ungdomar och locka dem till fysikämnet. Och hon tycker fortfarande bäst om att undervisa på grundnivå, eftersom hon där menar sig kunna göra mest för att visa att kvinnor kan ägna sig åt fysik